# Scară (unealtă)

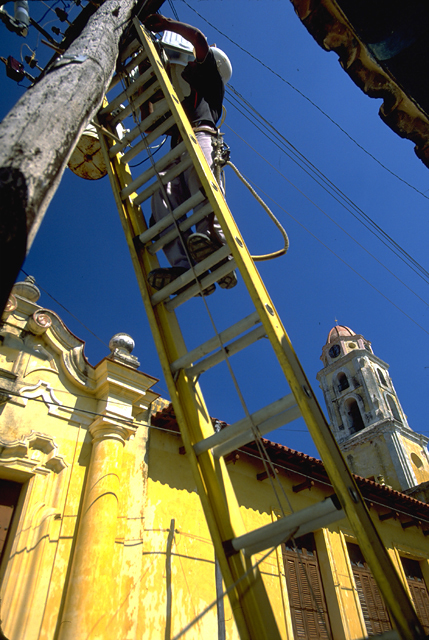
Electrician pe o scară extensibilă

O scară este o unealtă fabricată din lemn, fier, plastic, frânghie etc. formată din două părți lungi paralele unite de trepte așezate la distanțe egale. Ea servește la coborârea și urcarea la un alt nivel.
În zona Ardealului, scara mai este folosită și sub denumirea de loitră. Acest cuvânt este un arhaism, deoarece este învechit și nu se mai folosește în vorbirea de zi cu zi. Se folosea în special în județul Mureș, în zonele rurale. Cuvântul loitră mai este folosit și pentru a descrie cele două părți laterale ale căruței, constând într-un fel de scară, care în partea de jos se sprijină de dric, iar în partea de sus se sprijină de leuci.

## Siguranță
Scările pot provoca răni dacă alunecă pe sol și cad. Pentru a evita acest lucru, ele trebuie să aibă picioare din plastic. Cu toate acestea, dacă plasticul este foarte uzat, aluminiul poate intra în contact cu solul, crescând șansele unui accident. Sunt disponibile și stabilizatori pentru scară pentru a crește aderența scării pe sol. Unul dintre primii stabilizatori de scară sau picioare de scară a fost oferit în 1936 și astăzi sunt echipamente standard pe majoritatea scărilor mari.
Dacă o scară înclinată este plasată într-un unghi greșit, riscul de cădere este mult crescut. Cel mai sigur unghi pentru o scară este de 75,5°; dacă este prea puțin adânc, partea de jos a scării riscă să alunece, iar dacă este prea abruptă, scara poate cădea înapoi. Acest unghi se realizează respectând regula 4 la 1 pentru o scară amplasată pe un perete vertical: pentru fiecare patru picioare de înălțime verticală, piciorul scării trebuie să se miște cu un picior de perete. Ambele scenarii pot provoca vătămări semnificative și sunt deosebit de importante în industrii precum construcțiile, care necesită utilizarea intensă a scărilor.